# Нуньес, Родриго
Родриго Нуньес (исп. Rodrigo Andrés Núñez Ávalos род. 5 февраля 1977, Сантьяго) — чилийский футболист, выступавший на позиции полузащитника. Известен своими выступлениями за клубы Чили, а также за сборную Чили.

## Биография
Родриго Андрес Нуньес Авалос родился 10 октября 1975 года в Сантьяго, Чили. Свою футбольную карьеру он начал в клубе «Универсидад де Чили», где дебютировал в 1995 году. За два сезона в клубе он провёл 52 матча и забил 5 голов. В 1998 году он перешёл в «Коло-Коло», где провёл 45 матчей и забил 3 гола, выиграв чемпионат Чили в 1998 году.
В 2000 году Нуньес присоединился к «Универсидад де Консепсьон», где сыграл 30 матчей и забил 2 гола. Затем он выступал за «Кобрелоа», где провёл 25 матчей и забил 1 гол. В 2002 году он вернулся в «Универсидад де Чили», сыграв 20 матчей и забив 2 гола, а в 2003 году снова играл за Коло-Коло, где провёл 15 матчей и забил 1 гол.
В 2004 году Нуньес снова выступал за «Универсидад де Консепсьон», сыграв 18 матчей, а в 2005 году вернулся в «Кобрелоа», где провёл 22 матча и забил 1 гол. В 2006 году он перешёл в «Сантьяго Уондерерс», сыграв 12 матчей, а завершил карьеру в 2007 году в «Депортес Ла-Серена», проведя 10 матчей.
В сборной Чили Родриго Нуньес дебютировал в 1997 году. Всего за сборную он провёл 10 матчей, не забив ни одного гола. Он участвовал в отборочных турнирах к чемпионату мира 1998 года.